# Julius von Wiesner
Julius Ritter von Wiesner (Tschechen, perto de Wishau, atual Vyškov, República Tcheca, 20 de janeiro de 1838 – Viena, 9 de outubro de 1916) foi um botânico alemão, especialista em fisiologia vegetal.
Em 1870, tornou-se professor na academia florestal de Mariabrunn e, de 1873 a 1909, foi professor de anatomia e fisiologia vegetal na Universidade de Viena e, ao mesmo tempo (1866 a 1880), exerceu o cargo de professor de mercadoria técnica ciência na Universidade de Tecnologia de Viena. Em Viena, ele fundou o departamento de fisiologia vegetal (1873). Durante sua carreira, ele participou de expedições científicas ao Egito, Índia, Java, Sumatra, América do Norte e Ártico.
Sua pesquisa incluiu estudos sobre fototropismo em plantas, sobre a formação de clorofila e investigações envolvendo as propriedades tecnológicas de matérias-primas vegetais.
Reconhecido como um botânico realizado e autor de livros e artigos em língua alemã - seu trabalho de 1881 sobre o movimento nas plantas foi lido e discutido por Charles Darwin - o gênero Wiesneria comemora seu nome.

## Obras
- Die Gesetze der Riefentheilung an den Pflanzenaxen (1860)
- Einleitung in die Technische Mikroskopie (1867)
- Die technisch verwendeten Gummiarten, Harze und Balsame: ein Beitrag zur wissenschaftlichen Begründung der technischen Waarenkunde (1869)
- Untersuchungen über den Einfluß, welchen Zufuhr und Entziehung von Wasser auf die Lebensthätigkeit der Hefezellen äußern (1869)
- Die Rohstoffe des Pflanzenreiches (1873)
- Die Entstehung des Chlorophylls in der Pflanze: eine physiologische Untersuchung (1877)
- Die heliotropischen Erscheinungen im Pflanzenreiche (1878–80)
- Das Bewegungsvermögen der Pflanzen. Eine kritische Studie über das gleichnamige Werk von Charles Darwin nebst neuen Untersuchungen (1881) doi:10.5962/bhl.title.41435
- Elemente der wissenschaftlichen Botanik Band 1: Anatomie und Physiologie der Pflanzen (1881)
- Elemente der wissenschaftlichen Botanik Band 2: Organographie und Systematik der Pflanzen (1884)
- Elemente der wissenschaftlichen Botanik Band 3: Biologie der Pflanzen. Mit einem Anhange: Die historische Entwicklung der Botanik (1889)
- Studien über das Welken von Blüthen und Laubsprossen (1883)
- Untersuchungen über die Wachsthumsbewegungen der Wurzeln. Darwinische und geotropische Wurzelkrümmungen (1884)
- Untersuchungen über die Organisation der vegetabilischen Zellhaut (1886)
- Die mikroskopische Untersuchung des Papiers mit besonderer Berücksichtigung der ältesten orientalischen und europäischen Papiere (1887)
- Die Elementarstructur und das Wachsthum der lebenden Substanz (1892) doi:10.5962/bhl.title.1309
- Pflanzenphysiologische Mittheilungen aus Buitenzorg (1894)
- Die Nothwendigkeit des naturhistorischen Unterrichts im medicinischen Studium (1896)
- Untersuchungen über die mechanische Wirkung des Regens auf die Pflanze. Nebst Beobachtungen und Bemerkungen über secundare Regenwirkungen (1897)
- Die Beziehungen der Pflanzenphysiologie zu den anderen Wissenschaften. Inaugurationsrede (1898)
- Über eine neue Form der falschen Dichotomie an Laubsprossen von Holzgewächsen (1898)
- com Max Bamberger: Die Rohstoffe des Pflanzenreiches. 2. umgearb. und erweit. Aufl., W. Engelmann, Leipzig 1900-03. doi:10.5962/bhl.title.25143 doi:10.5962/bhl.title.26206
- Studien über den Einfluss der Schwerkraft auf die Richtung der Pflanzenorgane (1902)
- Die Entwicklung der Pflanzenphysiologie unter dem Einflusse anderer Wissenschaften (1904)
- Philosophie der Botanik (1905)
- Jan Ingen-Housz. Sein Leben und sein Wirken als Naturforscher und Arzt. Unter Mitwirk. v. Th. Escherich, E. Mach, R. v. Töply und R. Wegscheider (1905) doi:10.5962/bhl.title.21032
- Elemente der wissenschaftlichen Botanik. 5. verb. und verm. Aufl., A. Hölder, Wien 1906 doi:10.5962/bhl.title.46424
- Der Lichtgenuß der Pflanzen. photometrische und physiologische Untersuchungen mit besonderer Rücksichtnahme auf Lebensweise, geographische Verbreitung und Kultur der Pflanzen (1907) doi:10.5962/bhl.title.13042
- Natur, Geist, Technik. Ausgewahlte Reden, Vortrage und Essays (1910)
- Erschaffung, Entstehung, Entwicklung und über die Grenzen der Berechtigung des Entwicklungsgedankens (1916)